# Friedrich I. von Goseck
Friedrich I. von Goseck († 1042) war Graf von Goseck, Graf von Merseburg und ab 1038 Pfalzgraf von Sachsen.

## Familiärer Hintergrund
Von Goseck war entweder ein Sohn des Pfalzgrafen Burchard I. von Sachsen aus dem Hause Goseck und der Oda von Merseburg, Tochter von Pfalzgraf Siegfried II. oder ein Bruder Burchards. Beim Tod Siegfrieds III. im Jahr 1038 beerbte er diesen.
Stammbaum
Siegfried I. Pfalzgraf von Sachsen, † 937
- Esiko I., † 936
  - Siegfried II., † 980–984
    - Oda von Merseburg ⚭ Burchard I. von Sachsen (Goseck), † um 1017/1018
      - Siegfried III., Pfalzgraf von Sachsen, † 1038
      - Bruno von Waldeck, † 10. Februar 1055
      - Friedrich ?

    - Esiko II., † 1004
    - Bio, † 1009

Im Jahre 1041 gründete die Familie das Hauskloster Goseck. Hier beginnt die Gosecker Chronik.
Folgt man der Annahme Karl Eduard Förstemanns, Friedrich von Goseck sei der Bruder Burchards gewesen, dann könnte Burchard, als er 1004 die Grafschaft seines Schwagers Esiko von Merseburg erbte, die Grafschaft im nördlichen Hassegau mit dem Stammsitz Goseck seinem Bruder Friedrich überlassen haben. Dadurch ergibt sich, dass die Gosecker Chronik Friedrich als Begründer einer neuen Dynastie ansah. Nachdem Siegfried III. ohne Erben verstarb, gingen die Merseburger Grafschaft und die Pfalzgrafenwürde auf Friedrich über.

## Ehe und Kinder
Nach der Gosecker Chronik nahm er Agnes aus dem Hause der Grafen von Weimar zur Gemahlin, wahrscheinlich die Tochter Wilhelms II. von Weimar.
- Dedo († 1056), 1043–1056 Pfalzgraf von Sachsen, Graf von Goseck, Graf im Hassegau
- Friedrich II. († 1088) 1056–1088 Pfalzgraf von Sachsen, Graf von Goseck, Vogt von Hersfeld[3]
- Adalbert († 16. März 1072), ab 1043 Erzbischof von Hamburg-Bremen
- Hilaria bzw. Oda/Uda († 1088 bei Zorbau) ⚭ Graf Adalbert von Sommerschenburg